# Buršácký spolek

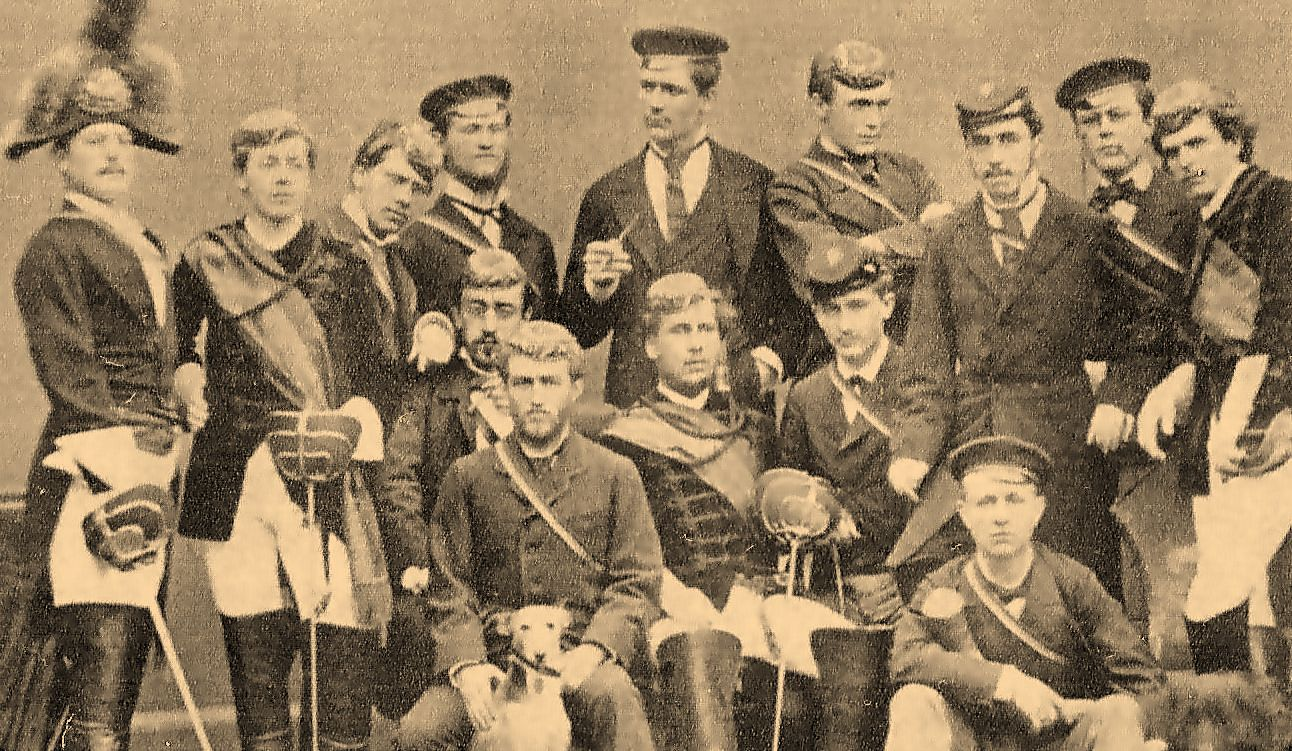
Pražský buršácký spolek „Teutonia“

Buršácký spolek (něm. Burschenschaft) je v německy mluvících zemích jedním z tradičních spolků vysokoškolských studentů, jehož členové se označují jako buršáci (Burschen). Výraz „buršák“ (Bursch) pochází ze středověké studentské burzy neboli koleje, domova chudých univerzitních studentů (bursarii).

## Historie
Od vzniku univerzit ve středověku vzniklo velké množství studentských spolků. V průběhu času existovaly kromě buršáckých i další druhy studentských spolků (Corps, krajanské Landsmannschaften, tělocvičné Turnerschaften, pěvecké Sängerschaften apod.) a řada z nich působí v Německu a Rakousku dodnes. Na rozdíl od těchto zájmových, názorových nebo krajanských spolků však chtěly buršácké spolky sdružovat všechny německé studenty a přispět tak ke sjednocení Německa.
První buršácký spolek byl založen roku 1815 na univerzitě v Jeně, když se tam vrátili studenti, kteří se účastnili osvobozeneckého boje proti Napoleonovi. Smyslem činnosti spolku mělo být budoucí celoněmecké sjednocení, první významnější akcí v tomto směru byla slavnost na hradě Wartburg, kde se setkali studenti z jedenácti německých univerzit. Když však byl spisovatel August von Kotzebue, který proti buršáckým spolkům veřejně vystupoval, zavražděn jedním z jejich členů, Karlem Ludwigem Sandem, byly tyto nacionálně-liberální spolky karlovarskými usneseními z roku 1819 zakázány. Některé z nich nicméně v utajení působily i nadále a po roce 1848 vznikaly už legálně další.
Kromě značné obliby šermu se vždy vyznačovaly německým vlastenectvím a podporou velkoněmecké myšlenky. Jednotlivé studentské spolky se navzájem odlišovaly vlastními barvami, tzv. kulérem (z franc. couleur – barva, zabarvení), které používaly zejména na šerpě a čapce. Proto se také nazývaly kulérové spolky. Už první buršácký spolek z Jeny měl klasickou kombinaci černá-červená-zlatá, původně barvy Lützowova dobrovolnického sboru, která se později dostala až na německou vlajku.

### Buršácké spolky v českých zemích
V českých zemích začaly být první buršácké spolky zakládány po roce 1848, od roku 1859 i v Brně. Ve své činnosti pokračovaly i v období první republiky a jejich činnost byla zakázána až za německé okupace, roku 1939.
Český tisk v období Rakousko–Uherska protičeská vystoupení buršáckých spolků často nepřátelsky komentoval. Kritika buršáků v českém tisku zesílila v 30. letech 20. století, kdy se jejich spolky s nastupujícím nacismem v Německu radikalizovaly.